# Roswitha Scholz
Roswitha Scholz, född 1959 i Tyskland, är en tysk sociolog och filosof som verkar som publicist och författare, bosatt i Nürnberg. Scholz räknas till de mest profilerade teoretikerna inom värdekritiken tillsammans med Robert Kurz. Scholz är medlem och redaktör för tidskriften EXIT! som hon var med och grundade år 2004. 1992 publicerade Scholz sin vidareutveckling av konventionell wertkritik, som på svenska brukar kallas värdeavspaltningsteorin (Wertabspaltungskritik) och gjorde ett banbrytande bidrag till den teoretiska strömningen genom sin artikel "Der Wert ist der Mann". Scholz verkar för att teoretisera gällande vad hon beskriver som en fråga som inte lösts inom feminismen, nämligen länken mellan det varuproducerande samhället och patriarkatet, och dess metamorfoser. Scholz önskar röra sig bortom feminismer centrerade runt jämlikhet, Différance, dekonstruktion och så vidare. Scholz var hustru till filosofen och författaren Robert Kurz, som dog 2012.

## Scholz avspaltningsteori i korthet
Scholz har verkat inom ramen för den bredare värdekritiken som differentierar sig från arbetarrörelsemarxismen och inte ensidigt endast ifrågasätter mervärdesexploateringen, utan också ifrågasätter varuformen som rådande samhällelig princip. Det värdekritiska perspektivet ifrågasätter inte blott västvärldens samhälleliga system, utan förkastar också de s.k. "socialiska staterna" i öst som likväl förstås som varuproducerande. Dessa samhällen förstås ur den värdekritiska synpunkten som sena moderniseringsprojekt (nachholende Modernisierung).
Under sin tid hos tidskriften Krisis lanserade Scholz år 1992 sin modifierade värdekritik som kallas avspaltningsteorin.
Med avspaltningsteorin menar Scholz och hennes anhängare genuskonstruktioner som historiskt specifika för, och immanenta delar i, det kapitalistiska produktionssättet. Värdet förstås här i negativ bemärkelse, i kontrast till hur det förstås inom den traditionella marxismen, feminismen och nationalekonomin. Värdet förstås nämligen som ett fetischförhållande, till följd av att värdeförmeringsprocessen bygger på förbrukningen av människors energi. Värdet är alltså värde i till följd av att det utgör någon mängd förbrukad energi (se: abstrakt arbete). Värdeavspaltningsteorin menar vidare att det existerar en "avspaltning" av det "kvinnliga", som exempelvis omvårdnad, hushållsarbete och upprätthållandet av sociala relationer från värdet. Dessa aktiviteter förstås alltså som "bortom" värdet och därmed också bortom de kulturellt maskulint konnoterade uppfattningarna om rationalitet, förståndskraft och mod i kontrast till "kvinnlig" sinnlighet, känslosamhet etc. Mannen blir likställd med kultur, kvinnan natur. Värde och avspaltning står därmed i ett dialektiskt förhållande till varandra. Trots att de reproduktiva aktiviteterna alltså är grunden för att värdeförmeringen ska kunna fungera, definieras de just genom att de inte erkänns som "nyttiga" aktiviteter rent samhälleligt.

## Verk i urval
- Das Geschlecht des Kapitalismus. Feministische Theorie und die postmoderne Metamorphose des Patriarchats. Horlemann, B, Unkel 2000, ISBN 3-89502-100-8.
- Differenzen der Krise - Krise der Differenzen. Die neue Gesellschaftskritik im globalen Zeitalter und der Zusammenhang von "Rasse", Klasse, Geschlecht und postmoderner Individualisierung. Horlemann, B., Unkel 2005, ISBN 3-89502-195-4.
- Der Alptraum der Freiheit. Perspektiven radikaler Gesellschaftskritik. Essays, Kritiken, Polemiken. (mit Robert Kurz und Jörg Ulrich). Ulmer Manuskripte, Blaubeuren 2005, ISBN 3-934869-38-6.